# 姜巴·勒库姆

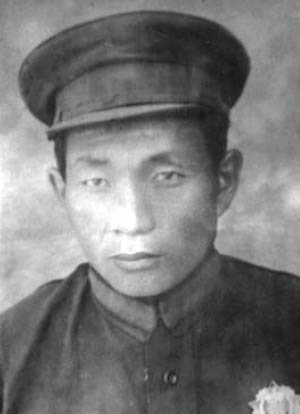
姜巴·勒库姆

姜巴·勒库姆（1902年—1934年），蒙古族，今蒙古国前杭爱省海尔汗-都兰地区人。蒙古政治家，1932年至1933年担任蒙古人民革命党中央委员会书记，后因“勒库姆案”而被处决。

## 生平
勒库姆早年于1926年至1927年在蒙古人民革命党党校学习。1928年，勒库姆担任该党校校长。1929年，勒库姆被任命为国内安全局长（Internal Security Directorate）。1929年至1930年，勒库姆在苏联学习。
1932年至1933年，勒库姆担任蒙古人民革命党中央委员会书记。1933年，由于两派人员间的私人恩怨，导致在蒙古人民革命党内产生了莫须有的指控，指党内存在与日本间谍有关的大阴谋，尤其是在布里亚特人中间。其中一些被苏联特工在乌兰巴托逮捕和审问的人交代称，时任蒙古人民革命党中央委员会书记的姜巴·勒库姆是他们的领导。数百名无辜的人，包括勒库姆本人，均被逮捕。 56人最终被处决（包括孕妇），260人被处以3至10年的监禁，126人被流放到苏联。遭受迫害者绝大多数是布里亚特人。勒库姆本人于1934年被处决。这就是蒙古历史上有名的“勒库姆案”。当时的主流观点认为是博勒吉德·根登和内务委员会领导人D. Namsrai开始了此次对政敌的清洗，但有证据表明苏联特工在很大程度上掀起了此次事件，以削弱蒙古的布里亚特人。